# Kyvný prut
Kyvný prut, dříve také nazývaný podporový prut je prut, který je na koncích opatřen klouby umožňujícími volné pootáčení. Jde o pojem z  mechaniky, využíván je zejména v oboru statiky stavebních konstrukcí jako jeden z typů vazby. Nejčastěji jde o idealizaci představující přímou, dokonale tuhou nehmotnou tyč, s klouby s nulovým třením na obou koncích. Kyvným prutem lze označit i část reálné konstrukce, například ocelovou podpěru opatřenou kloubovými čepy.
Kyvný prut je typem vazby, která odebírá připojenému hmotnému bodu jeden stupeň volnosti, a to pohyb ve směru osy kyvného prutu. Váže pohyb hmotného bodu na kulovou plochu se středem v pevné podpoře a poloměrem odpovídajícím délce kyvného prutu. Pokud je uvažován dvojrozměrný prostor, rovina, váže jeho pohyb na odpovídající kružnici. Je tedy ekvivalentní vazbou s posuvným uložením na speciální křivce, v tomto případě kružnici. Pohybu hmotného bodu ve směru osy kyvného prutu brání reakce působící v této ose.